# Karpacz
Karpacz ([ˈkarpaʧ]; Duits: Krummhübel) is een stad in het Poolse woiwodschap Neder-Silezië, gelegen in de powiat Jeleniogórski. De oppervlakte bedraagt 37,96 km², het inwonertal 5107 (2005).
Karpacz ligt in het Reuzengebergte en is vooral voor Polen een bekend skioord met grote sneeuwzekerheid. Boven het stadje staat de bekende houten Wangkerk. Vlakbij is de hoogste top van het Reuzengebergte, de Sneeuwkop. De beklimming naar Karpacz is traditioneel de finish van de Ronde van Polen.

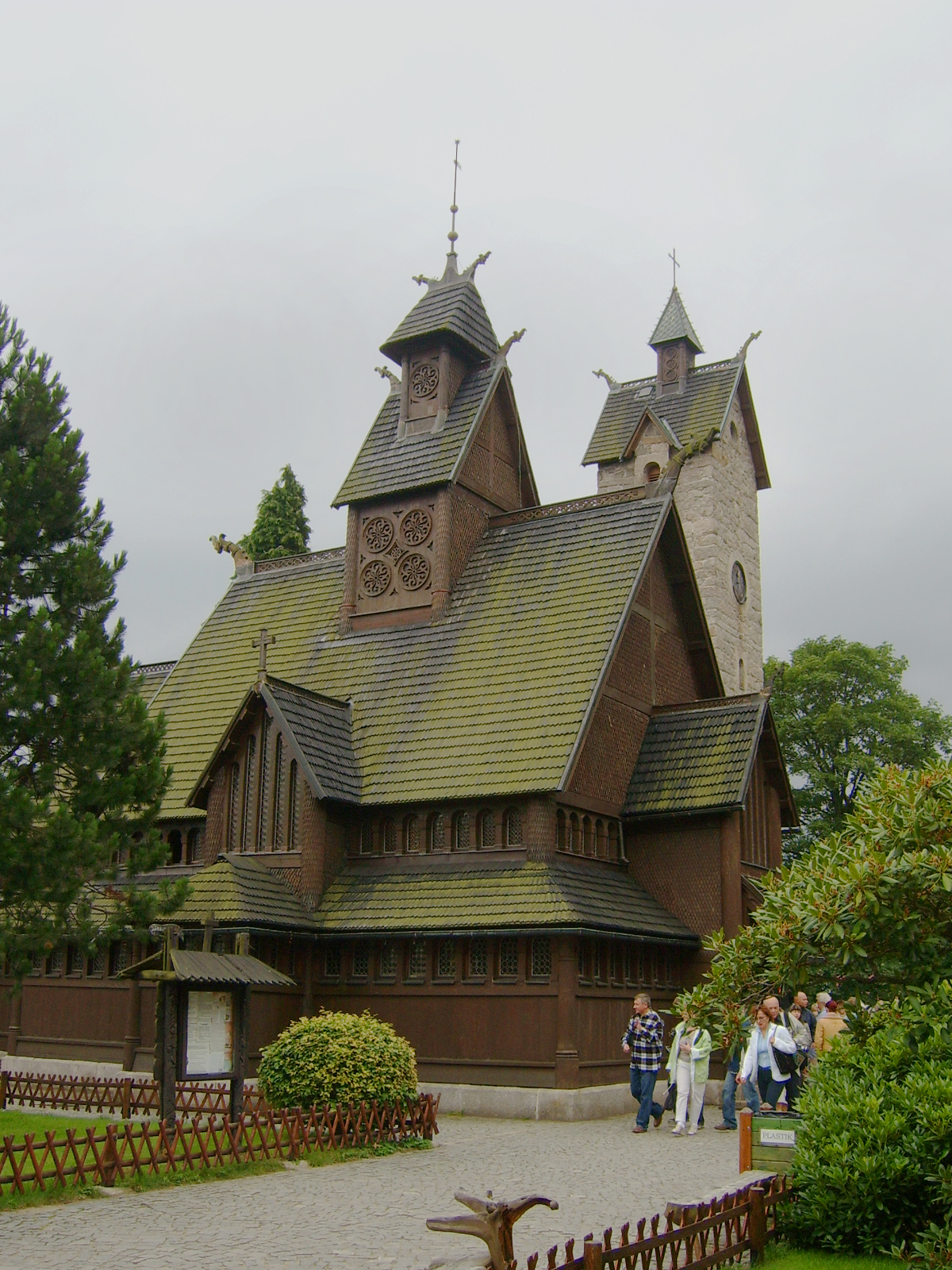
De Wangkerk
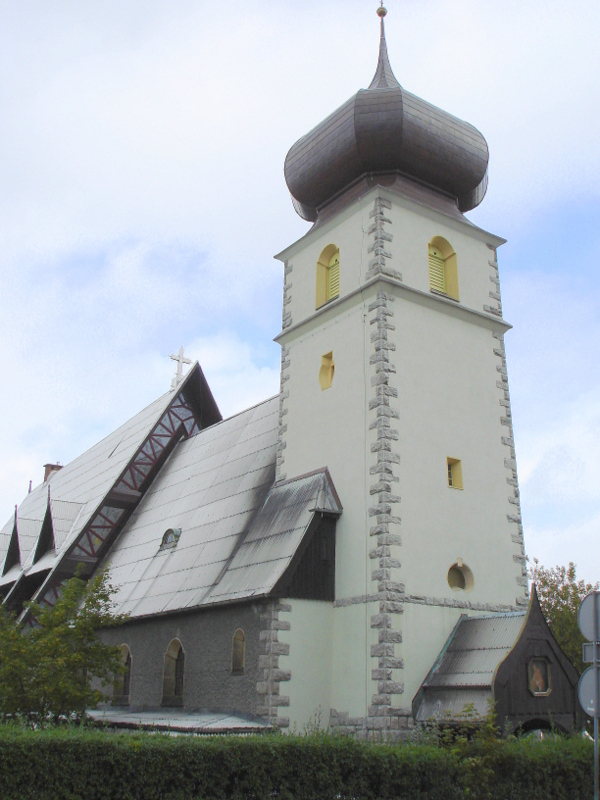
De Kerk van Maria-Visitatie

## Geschiedenis
Van 1526 tot 1742 was Karpacz onderdeel van de Oostenrijkse Habsburgse monarchie. Het Koninkrijk Pruisen veroverde dit deel van Silezië in 1742 in de Eerste Silezische Oorlog. Van 1870 tot 1945 was het onderdeel van Duitsland.
In de veertiende eeuw werd in de dalen mijnbouw gepleegd op zoek naar goud en edelstenen. In 1622 vestigden zich een groep vervolgde Boheemse protestanten in de Karpacz Górny (Hoog-Karpacz). Zij brachten het gebruik van en handel in medicinale planten mee. Al in de achttiende eeuw kwam het toerisme op.

## Verkeer en vervoer
- Station Karpacz